# Vanjski pojas
Vanjski pojas je pojas mora koji se nalazi uz teritorijalno more, u kojem obalna država može vršiti nadzor potreban da bi:
- spriječila kršenje svojih carinskih, fiskalnih, useljeničkih ili zdravstvenih zakona i drugih propisa na svom području ili u svom teritorijalnom moru;
- kaznila kršenje tih zakona i drugih propisa počinjeno na svom području ili u svom teritorijalnom moru.

Vanjski pojas ne može se prostirati preko 24 morskih milja od polaznih crta od kojih se mjeri širina teritorijalnog mora.
Konvencija o teritorijalnom moru i vanjskom pojasu iz 1958. godine sadržavala je odredbu prema kojoj širina vanjskog pojasa iznosi dvanaest milja od polazne crte od koje se mjeri širina teritorijalnog mora, a u slučaju da obale dviju država leže sučelice ili međusobno graniče, nijedna od tih država nije ovlaštena, ako među njima nema suprotnog sporazuma, proširiti svoj vanjski pojas preko crte sredine, kojoj je svaka točka jednako udaljena od najbližih točaka polaznih crta od kojih se mjeri širina teritorijalnog mora.
Konvencija o pravu mora proširila je širinu vanjskog pojasa na 24 morske milje od polaznih crta.